# Cyrtopogon distinctitarsus
Cyrtopogon distinctitarsus là một loài ruồi trong họ Asilidae. Cyrtopogon distinctitarsus được Adisoemarto miêu tả năm 1967. Loài này phân bố ở vùng Tân Bắc giới.